# 始镰鱼属
始镰鱼属是一类已灭绝的硬骨鱼，属于刺尾鲷目，其化石发现于著名的蒙特波卡化石库。本属只包含短吻始镰鱼（Eozanclus brevirostris ）一个物种，其由古生物学家路易士·阿格西于1835年描述。

## 发现与年代确定
始镰鱼属生活在早始新世（上伊普雷斯期）特提斯洋（地中海前身）的热带泻湖中，年代大约为49至48.5百万年前。保存完好的始镰鱼属标本发现于蒙特波卡化石库上层名为“Pesciara”的地区。
蒙特波卡的始新世环礁带既受海岸影响，也受开阔海域影响。在这种环境下，化石保存于层状石灰岩沉积物中，沉积于缺氧的凹陷处。

## 描述

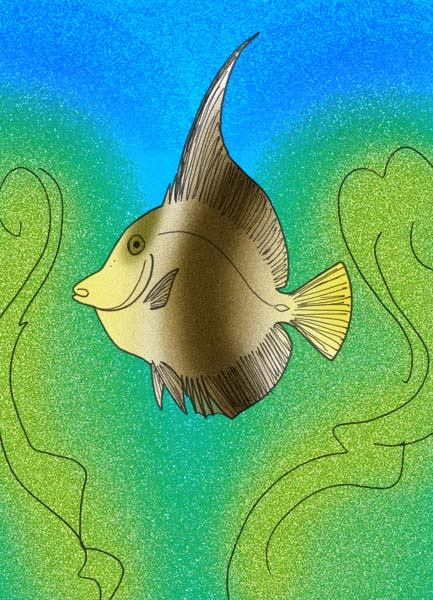
艺术家绘制的短吻始镰鱼复原图

始镰鱼属是小型鱼类，体长一般不超过15厘米。始镰鱼属的身体非常高，横向较扁平。它的头部很大，吻部稍微向前伸长，外观与现在的镰鱼非常相似。
始镰鱼属与镰鱼的不同之处在于前者尺寸更适中，吻部更短，背鳍的前部不太长。始镰鱼属的胸鳍小而尖，腹鳍较尖，尾鳍呈三角形，未分叉，明显始镰鱼的新月形尾部非常不同。

## 分类
始镰鱼属属于刺尾鲷目镰鱼科，镰鱼为该科现生代表种之一。1835年，路易士·阿格西将其命名为短吻镰鱼，之后布洛（Blot）和沃鲁兹（Voruz）在1975年将其归入新属始镰鱼属，短吻始镰鱼是本属的唯一已知物种。

## 古生态学
短吻始镰鱼和它的现代近亲镰鱼一样，是一种以水生植物为食的珊瑚鱼类。